# خوذة غوص

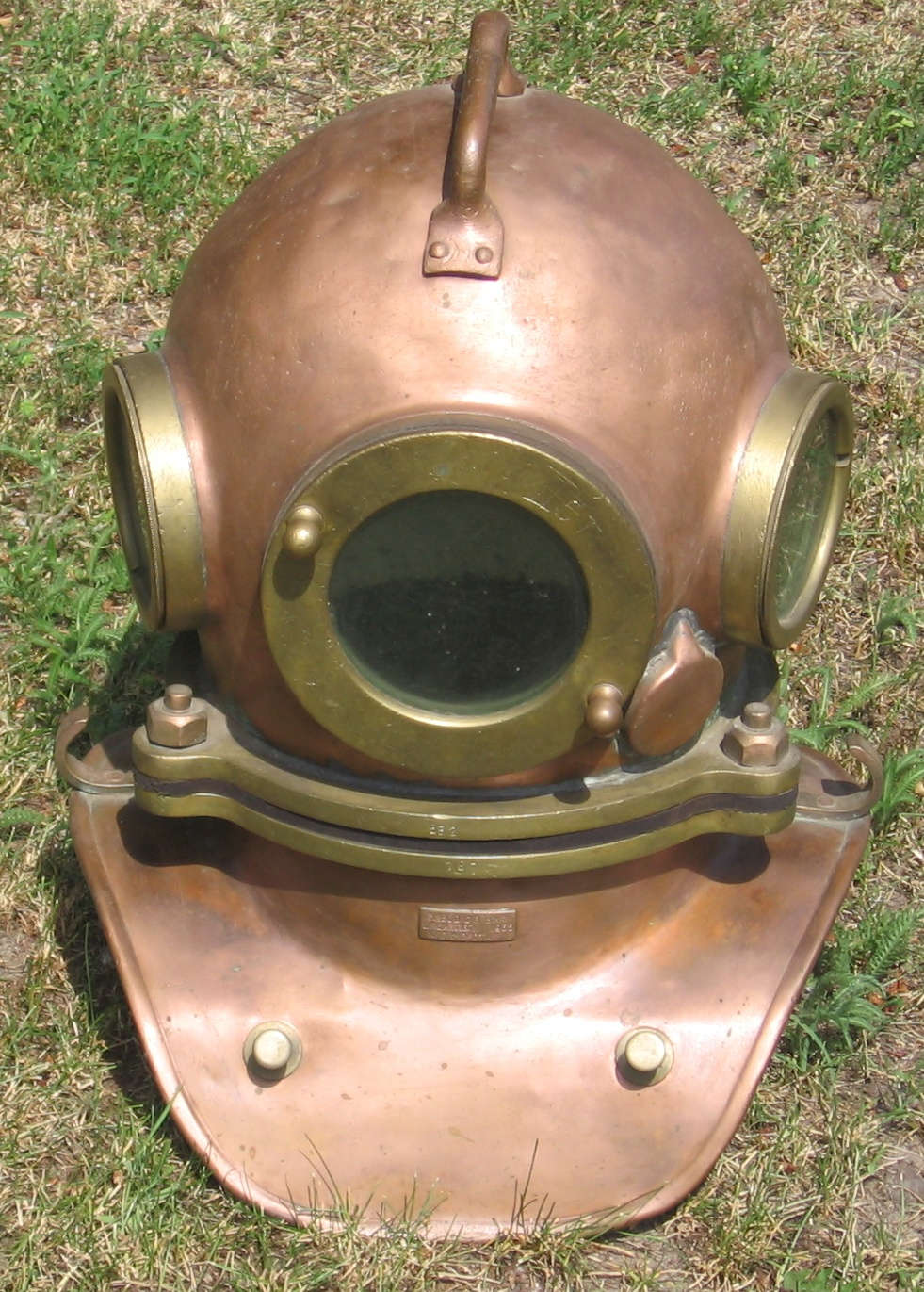
خوذة غوص سوفيتية ذات ثلاثة مسامير من النحاس.

خوذة الغوص (بالإنجليزية: Diving helmet) عبارة عن غطاء رأس صلب مزود بإمدادات غاز التنفس المستخدمة في الغوص تحت الماء. يتم ارتداؤها بشكل أساسي من قبل الغواصين المحترفين المشاركين في الغوص السطحي، على الرغم من أنه يمكن استخدام بعض النماذج مع معدات الغوص. قد يتم إغلاق الجزء العلوي من الخوذة، المعروف بالعامية باسم القبعة أو غطاء المحرك، مباشرة للغواص باستخدام سد الرقبة، المتصل ببدلة الغوص بواسطة الجزء السفلي، المعروف باسم درع الصدر، أو المشدية، اعتمادًا على تفضيلات اللغة الإقليمية. أو ببساطة استريح على أكتاف الغواص، بقاع مفتوح، لاستخدام المياه الضحلة.
تعمل الخوذة على عزل رأس الغواص عن الماء، وتسمح للغواص بالرؤية بوضوح تحت الماء، وتزود الغواص بغاز التنفس، وتحمي رأس الغواص عند القيام بأعمال ثقيلة أو خطيرة، وعادةً ما توفر اتصالات صوتية مع السطح (وربما غواصين آخرين). إذا أصبح الغواص الذي يرتدي الخوذة فاقدًا للوعي ولكنه لا يزال يتنفس، فستبقى معظم الخوذات في مكانها وتستمر في توصيل غاز التنفس حتى يمكن إنقاذ الغواص. في المقابل، فإن منظم الغوص الذي يستخدم عادة من قبل الغواصين الترفيهيين يجب أن يتم إمساكه في الفم بواسطة قبضات العض، ويمكن أن يسقط من فم الغواص اللاواعي ويؤدي إلى الغرق.
قبل اختراع منظم الطلب، كانت جميع خوذات الغوص تستخدم تصميمًا حر التدفق. تم توصيل الغاز بمعدل ثابت تقريبًا، بغض النظر عن تنفس الغواص، وتدفق عبر صمام العادم مقابل ضغط زائد طفيف. تشتمل معظم الخوذات الحديثة على صمام الطلب بحيث توفر الخوذة غاز التنفس فقط عندما يستنشق الغواص. تستخدم خوذات التدفق الحر كميات أكبر بكثير من الغاز مقارنة بالخوذات المطلوبة، مما قد يسبب صعوبات لوجستية ومكلفة للغاية عند استخدام غازات التنفس الخاصة (مثل الهيليوكس). كما أنها تنتج أيضًا ضجيجًا مستمرًا داخل الخوذة، مما قد يسبب صعوبات في الاتصال. لا تزال خوذات التدفق الحر مفضلة في بعض تطبيقات الغوص للمواد الخطرة، لأن طبيعتها ذات الضغط الإيجابي يمكن أن تمنع دخول المواد الخطرة في حالة تعرض سلامة البدلة أو الخوذة للخطر. كما أنها تظل شائعة نسبيًا في الغوص في المياه الضحلة، حيث لا يشكل استهلاك الغاز أهمية كبيرة، وفي الغوص النووي لأنه يجب التخلص منها بعد فترة من الاستخدام بسبب التشعيع؛ تعتبر خوذات التدفق الحر أقل تكلفة بكثير للشراء والصيانة من أنواع الطلب.
يتم إغلاق معظم تصميمات الخوذات الحديثة على جلد الغواص عند الرقبة باستخدام "سد الرقبة" من النيوبرين أو اللاتكس وهو مستقل عن البدلة، مما يسمح للغواص باختيار البدلات حسب ظروف الغوص. عندما يتعين على الغواصين العمل في بيئات ملوثة مثل مياه الصرف الصحي أو المواد الكيميائية الخطرة، يتم ربط الخوذة (عادةً من النوع التدفق الحر أو باستخدام نظام صمام العادم المتسلسل) مباشرة ببدلة جافة مصنوعة من القماش بطبقة خارجية مطاطية ملساء. لعزل الغواص وحمايته بشكل كامل. هذه المعدات هي المعادل الحديث لـ "فستان الغوص القياسي" التاريخي.

## الوظيفة والهيكل
المعنى المعتاد لخوذة الغوص هو قطعة من معدات الغوص التي تغلف رأس المستخدم وتوصل غاز التنفس إلى الغواص، ولكن مصطلح "خوذة الغوص"، أو "خوذة غوص الكهف" قد يشير أيضًا إلى خوذة أمان مثل خوذة التسلق. أو خوذة تغطي الجزء العلوي والخلفي من الرأس، ولكنها غير محكمة الغلق. يمكن ارتداؤها مع قناع كامل الوجه أو نصف قناع لتوفير الحماية من الصدمات عند الغوص تحت سطح علوي، ويمكن استخدامها أيضًا لتركيب الأضواء وكاميرات الفيديو.
البديل لخوذة الغوص التي تسمح بالتواصل مع السطح هو قناع الغوص لكامل الوجه. تغطي هذه معظم وجه الغواص، بما في ذلك العينين والأنف والفم على وجه التحديد، ويتم تثبيتها على رأسهم بواسطة أشرطة قابلة للتعديل. مثل خوذة الغوص، يعتبر قناع الوجه الكامل جزءًا من جهاز التنفس.
المكونات الأساسية ووظائفها:
- غلاف أو غلاف الخوذة – هيكل صلب مقاوم للماء يحيط برأس الغواص ويدعم معظم المكونات الأخرى.
- الختم السفلي - تمتلك معظم خوذات المياه العميقة وسيلة لإبعاد الماء عن الخوذة بغض النظر عن وضعية الغواص. تعتمد خوذات المياه الضحلة على إبقاء الغواص للخوذة في وضع مستقيم تقريبًا، كما أن تدفق هواء التنفس يبقي مستوى الماء أقل من أنف وفم الغواص، ويهرب الهواء الزائد إلى أسفل الخوذة.
  - مباشرة إلى البدلة الجافة - يمكن ربط الخوذة مباشرة بفتحة عنق البدلة الجافة، مما يجعل الخوذة والبدلة وحدة واحدة مقاومة للماء. يمكن حمل وزن الخوذة عن طريق الرأس والرقبة، لذلك يجب أن تكون قابلة للطفو بشكل محايد تقريبًا، أو يمكن دعمها بواسطة درع الصدر أو المشدية، وفي هذه الحالة قد تكون قابلة للطفو بشكل سلبي، أو قابلة للطفو بشكل إيجابي ويتم تثبيتها بواسطة أحزمة الركض. .
  - سد الرقبة – التطور الأحدث هو أن يتم تثبيت الخوذة على سد الرقبة، مدعومًا بحلقة صلبة. يغلق سد الرقبة على جلد رقبة الغواصين بنفس الطريقة التي يعمل بها ختم الرقبة في البدلة الجافة، مما يجعل الخوذة وحدة محكمة الغلق مستقلة عن البدلة، والتي قد تكون بدلة جافة أو بدلة مبللة أو بدلة ماء ساخن أو حتى مجرد زوج من ملابس العمل في الماء الدافئ. يتم حمل وزن الخوذة على الرأس والرقبة، لذلك يجب أن تكون قابلة للطفو بشكل محايد تقريبًا، وتكون عمومًا ثقيلة قليلاً في الماء بحيث تستقر على الرأس ولا تميل إلى الطفو. عندما تكون الخوذة قابلة للطفو، يتم تثبيتها بواسطة حزام الركض.
  - درع الصدر/المشد - هناك نظام بديل يتمثل في ربط الخوذة بالمشد أو درع الصدر، والذي بدوره يكون محكم الغلق بالبدلة الجافة. تصبح الخوذة والبدلة وحدة واحدة محكمة الغلق، وأكثر تعقيدًا إلى حد ما من الختم المباشر، ولكن من الأسهل ارتداؤها وخلعها. يتم حمل وزن الخوذة على الكتفين عبر درع الصدرة، لذلك ليس من الضروري أن تكون قابلة للطفو بشكل محايد، ويمكن وزنها مباشرة أو تثبيتها بواسطة حزام رياضي.
- لوحة الواجهة (أو منفذ العرض، في الخوذات القديمة تسمى أيضًا الضوء) – نافذة الغواص على العالم. نافذة شفافة في مقدمة الخوذة. إذا كانت الخوذة خفيفة وتحمل مباشرة على الرأس والرقبة، ويمكن أن تتحرك مع الرأس، فعادةً ما تكون صغيرة نسبيًا، وتكون الخوذة أيضًا مدمجة وخفيفة نسبيًا. إذا كانت الخوذة مدعومة بالكتفين، فلا يمكنها الدوران مع الرأس، ويجب أن يكون حجمها أكبر مع منفذ عرض أكبر أو أكثر من منفذ عرض واحد لتوفير مجال رؤية مناسب. كانت الخوذة ذات الأربعة أضواء تصميمًا شائعًا، مع منفذ أمامي يمكن فتحه عند الخروج من الماء، ومصباحان جانبيان، إلى اليسار واليمين، وضوء علوي فوق الضوء الأمامي لإعطاء رؤية للأعلى.
- إمداد الغاز – يتم توصيل إمداد غاز التنفس بالخوذة. يكون هذا عادةً عبارة عن خرطوم إمداد سطحي منخفض الضغط يتم توصيله من خلال صمام عدم رجوع إلى كتلة الغاز مع إمداد غاز الإنقاذ المتصل بصمام الإنقاذ الموجود على كتلة الغاز، ولكن تم استخدام أنظمة أخرى.
  - صمام المدخل أو صمام الطلب - قد يكون إمداد الغاز الأساسي تدفقًا حرًا أو يتم التحكم فيه بالطلب. إذا تم التحكم في الطلب، فعادةً ما يكون هناك ممر جانبي للتدفق الحر، والذي قد يعمل أيضًا كنظام لإزالة الضباب، عن طريق نفخ الهواء على الوجه الداخلي لمنفذ العرض الأمامي.
  - يتم استخدام قناع الفم والأنف الداخلي في الخوذات المتوفرة عند الطلب لتقليل المساحة الميتة. يغلق قناع الفم والأنف حول الأنف والفم، مما يشكل مساحة غاز صغيرة الحجم يتدفق من خلالها غاز التنفس عادة من صمام الطلب إلى الأنف أو الفم، ومن الأنف أو الفم إلى صمامات العادم. توجد أيضًا صمامات أحادية الاتجاه من مساحة الخوذة الرئيسية إلى قناع الفم والأنف، للسماح بالتدفق إليه أثناء التنفس من مصدر التدفق الحر، أو من خرطوم هوائي لإمدادات الطوارئ.
- نظام عادم الغاز - يتم إخراج غاز الزفير من الخوذة من خلال صمامات عدم الرجوع، إما مباشرة إلى المياه المحيطة، أو عبر نظام منظم للاسترداد من خلال خرطوم إلى السطح. قد تكون هناك مجموعتان أو أكثر من صمامات عدم الرجوع متسلسلة لتقليل مخاطر التدفق العكسي للمياه الملوثة
- يتم توصيل ميكروفون الاتصالات الصوتية وسماعات الرأس بالسطح عبر موصلات نحاسية في الكابل السري.
- حاجز الأنف - يتم توفير جهاز يمكن للغواص استخدامه لسد الأنف من أجل مناورات موازنة الأذن.
- قد تكون هناك ملحقات أخرى، مثل مقبض الرفع، وأوزان الصابورة، وأقواس الضوء وكاميرات الفيديو، وقناع اللحام، وبصاق الصهر والحشوة الداخلية.
  - يسمح مقبض الرفع للمضيف برفع الخوذة بيد واحدة، دون أن تتأرجح أو تميل بشكل مفرط.
  - توفر أوزان الصابورة طفوًا محايدًا أو سلبيًا قليلاً، وتضع مركز الجاذبية في مكان لا يسبب أحمالًا خارج المركز على رقبة الغواص.
  - تتيح الأقواس سهولة تركيب الأضواء وكاميرات الفيديو حتى يتمكن الغواص من الرؤية في الظروف المظلمة، ويمكن للمشرف رؤية ما يفعله الغواص.
  - يتم تركيب حاجب اللحام على مفصل لحماية الغواص من الضوء الساطع والأشعة فوق البنفسجية الناتجة عن أقواس اللحام أو لهب القطع. يتم قلبه لأسفل على اللوحة الأمامية لاستخدامه عند الحاجة.
  - تم توفير بصاق على بعض الخوذات القياسية للسماح للغواص بامتصاص كمية من الماء ثم يتم بصقها على السطح الداخلي لمنفذ العرض لغسل ضباب التكثيف. عادة ما يتم احتجاز الماء بين الجزء الخارجي من البدلة والجزء الداخلي من الصدرة. يمكن أيضًا فتح البصاق كمنفذ عادم مساعد عندما كان الغواص يعمل في بعض الأوضاع غير المستقيمة.
  - تم تركيب البطانة الداخلية على خوذات خفيفة الوزن لحماية رأس الغواص من أحمال الصدمات، لدعم الخوذة بشكل أكثر راحة بحيث تتابع حركة الرأس عن كثب. يمكن استخدام حزام الذقن للمساعدة في هذه الوظائف.
  - يمكن استخدام حزام الرفع لنقل قوى الطفو الزائدة للخوذة إلى نظام وزن الغواص، أو يمكن ربط جزء من نظام الوزن مباشرة بالخوذة.
  - يمكن توجيه جزء من الماء المستخدم لتسخين بدلة الماء الساخن من خلال سترة مائية (كفن) حول جزء من أنابيب إمداد غاز التنفس الموجودة على الخوذة، وعادةً ما يكون الأنبوب المعدني بين كتلة صمام الإنقاذ ومدخل صمام الطلب لتسخين الغاز قبل التسليم مباشرة من خلال صمام الطلب. نظرًا لأن جزءًا كبيرًا من فقدان حرارة الجسم يحدث في تسخين الهواء المستنشق إلى درجة حرارة الجسم في كل نفس، فإن هذا يمكن أن يقلل من فقدان الحرارة بشكل كبير عند الغوص العميق في الماء البارد.[5][6]

## تاريخ

### الاخوة دين

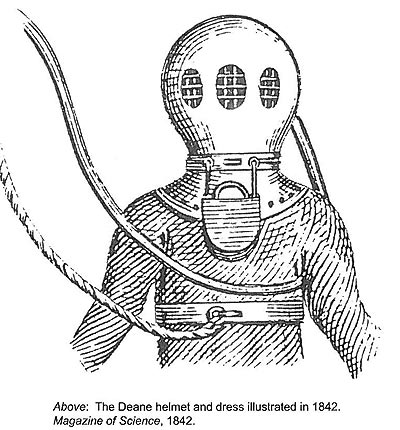
رسم تخطيطي لخوذة الغوص الخاصة بالأخوين دين عام 1842، وهي أول معدات غوص يتم توفيرها على السطح في العالم.

تم إنتاج أول خوذات غوص ناجحة على يد الأخوين تشارلز وجون دين في عشرينيات القرن التاسع عشر. مستوحى من حادث حريق شهده في إسطبل في إنجلترا، قام بتصميم "خوذة الدخان" وحصل على براءة اختراع ليستخدمها رجال الإطفاء في المناطق المليئة بالدخان في عام 1823. ويتكون الجهاز من خوذة نحاسية مع طوق مرن متصل و ملابس. كان من المقرر استخدام خرطوم جلدي طويل متصل بالجزء الخلفي من الخوذة لتزويد الهواء - وكان المفهوم الأصلي هو أنه سيتم ضخه باستخدام منفاخ مزدوج. يسمح أنبوب قصير للهواء المتنفس بالهروب. كان الثوب مصنوعًا من الجلد أو القماش المحكم ومثبت بأحزمة.
كان الأخوة يفتقرون إلى المال لبناء المعدات بأنفسهم، لذلك باعوا براءة الاختراع إلى صاحب العمل، إدوارد بارنارد. في عام 1827، تم تصنيع أول خوذات الدخان على يد المهندس البريطاني الألماني المولد أوغسطس سيبي. وفي عام 1828، قرر الأخوان البحث عن تطبيق آخر لجهازهم وتحويله إلى خوذة غوص. قاموا بتسويق الخوذة باستخدام "بدلة غوص" غير متصلة بشكل فضفاض حتى يتمكن الغواص من أداء أعمال الإنقاذ، ولكن فقط في وضع عمودي بشكل أساسي (وإلا دخل الماء إلى البدلة).
في عام 1829، أبحر الأخوان دين من وايتستابل لإجراء تجارب على أجهزتهم الجديدة تحت الماء، مما أدى إلى تأسيس صناعة الغوص في المدينة. في عام 1834، استخدم تشارلز خوذة الغوص وبدلته في محاولة ناجحة لتحطيم حطام السفينة رويال جورج في سبيثيد، حيث استعاد 28 مدفعًا من مدفع السفينة. في عام 1836، تعافى جون دين من الأخشاب والبنادق والأقواس الطويلة وأشياء أخرى من حطام سفينة ماري روز المكتشفة.
بحلول عام 1836، كان الأخوان دين قد أنتجا أول دليل للغوص في العالم، بعنوان "طريقة استخدام جهاز الغوص الحاصل على براءة اختراع من دين"، والذي شرح بالتفصيل طريقة عمل الجهاز والمضخة، واحتياطات السلامة.

### خوذة سيبي

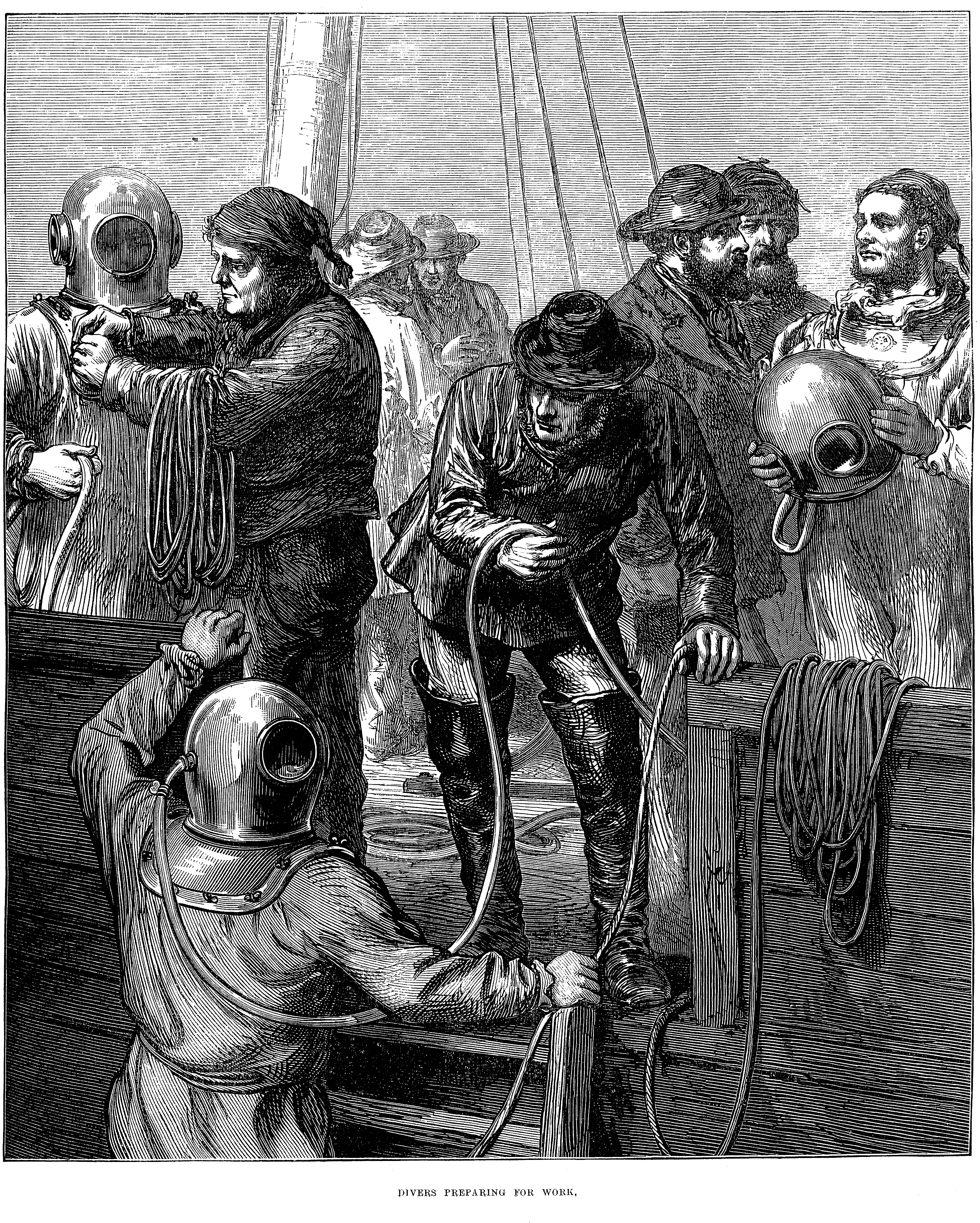
تصميم سيبي المحسن في عام 1873.

في ثلاثينيات القرن التاسع عشر، طلب الأخوان دين من سيبي (Siebe) تطبيق مهارته لتحسين تصميم خوذتهم تحت الماء. التوسع في التحسينات التي أجراها بالفعل مهندس آخر، جورج إدواردز، أنتج سيبي تصميمه الخاص؛ خوذة مُجهزة ببدلة غوص قماشية كاملة الطول مانعة لتسرب الماء. وتضمنت المعدات صمام عادم في الخوذة، مما يسمح للهواء الزائد بالهروب دون السماح بتدفق الماء إلى الداخل. وأصبحت بدلة الغوص المغلقة، المتصلة بمضخة هواء على السطح، أول زي غوص قياسي فعال، ونموذج أولي للغوص الصلب. - منصات القبعة لا تزال قيد الاستخدام حتى اليوم.
أدخل Siebe تعديلات مختلفة على تصميم فستان الغوص الخاص به لاستيعاب متطلبات فريق الإنقاذ على حطام السفينة HMS Royal George، بما في ذلك جعل الخوذة قابلة للفصل عن المشدية؛ أدى تصميمه المحسن إلى ظهور لباس الغوص القياسي النموذجي الذي أحدث ثورة في الهندسة المدنية تحت الماء والإنقاذ تحت الماء والغوص التجاري والغوص البحري.

### خوذات خفيفة الوزن
يعود الفضل إلى الغواص التجاري والمخترع جو سافوي في اختراع سد عنق الخوذة في الستينيات، مما أتاح عصرًا جديدًا من الخوذات خفيفة الوزن، بما في ذلك سلسلة كيربي مورغان سوبرلايت (تعديل لـ "قناع الفرقة" الموجود لدى مورغان في خوذة كاملة). لم يسجل سافوا براءة اختراع لهذا الاختراع، على الرغم من أنه حصل على براءات اختراع لمعدات غوص أخرى، مما سمح بتطوير المفهوم على نطاق واسع من قبل الشركات المصنعة الأخرى. يقوم سد الرقبة بإغلاق الخوذة حول رقبة الغواص بنفس الطريقة التي يعمل بها ختم عنق البدلة الجافة، باستخدام مواد مماثلة. يسمح هذا بحمل الخوذة على الرأس وعدم دعمها بالكتفين على مشدية (صدرية)، لذلك يمكن أن تدور الخوذة مع الرأس وبالتالي يمكن أن تكون ملائمة بشكل أقرب بكثير، مما يقلل بشكل كبير من الحجم، وكما هو الحال مع الخوذة يجب أن تكون صابورة من أجل الطفو المحايد، ويتم تقليل الوزن الإجمالي. كانت سدود الرقبة مستخدمة بالفعل في بدلات الفضاء في مشروع ميركوري، وتم استخدام أختام الرقبة على البدلات الجافة لفترة أطول، لكن سافوا كانت أول من استخدم التكنولوجيا لإغلاق الجانب السفلي من خوذة الغوص.

## أنواع

### خوذات الغوص القياسية (القبعات النحاسية)

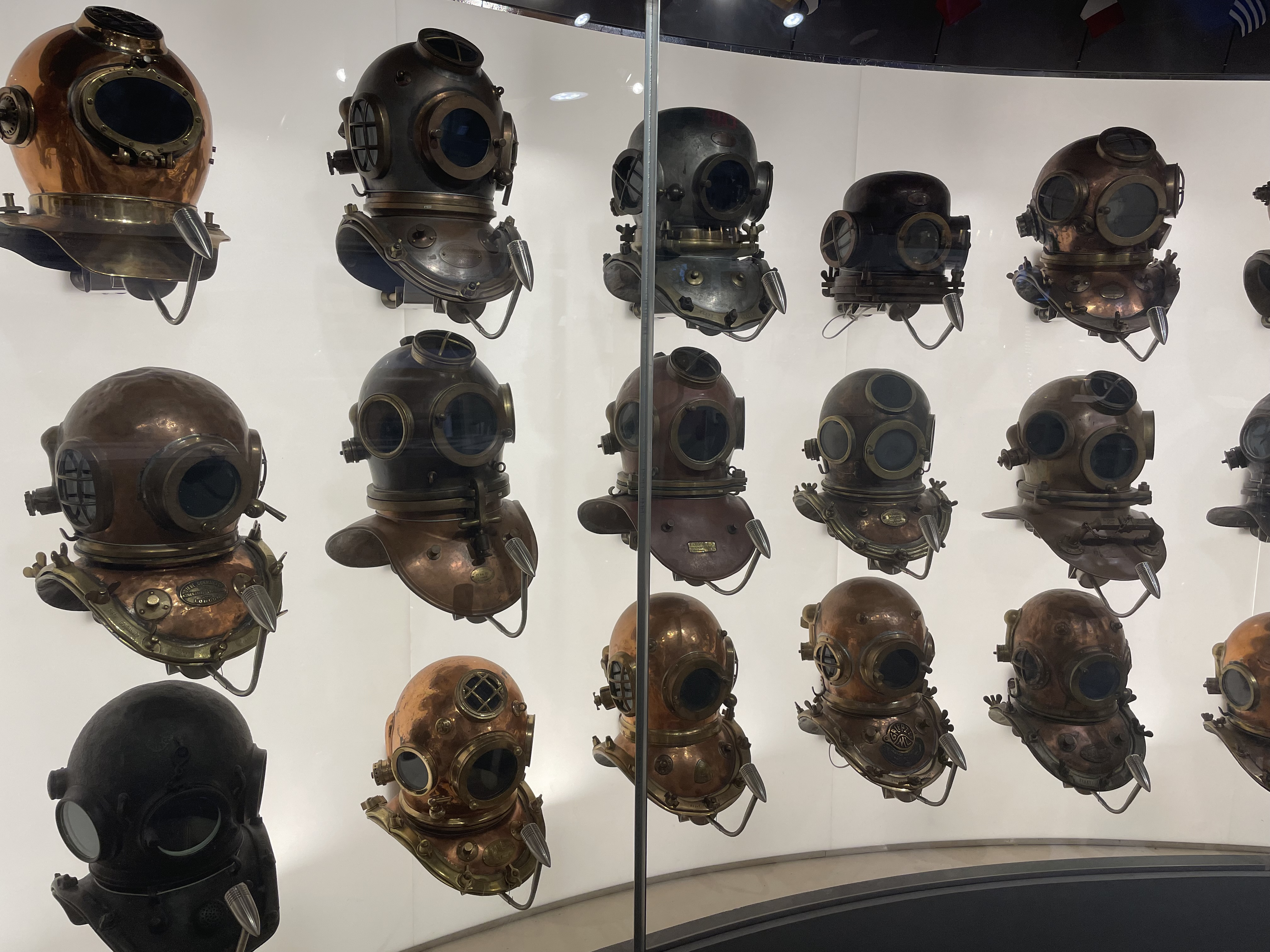
عرض خوذات الغوص من عدة دول

كانت معدات الغوص القياسية الأصلية عبارة عن خوذة نحاسية أو "غطاء محرك السيارة" (الإنجليزية البريطانية) مثبتة على صدرية نحاسية أو "مشدية"، والتي تنقل الوزن إلى أكتاف الغواص. تم تثبيت هذا التجميع على حشية مطاطية على البدلة الجافة لعمل ختم مانع لتسرب الماء. تم ضخ هواء التنفس وفي بعض الأحيان مخاليط الغاز القائمة على الهيليوم عبر خرطوم إلى صمام مدخل غير رجعي على الخوذة أو الصدرة، ثم يتم إطلاقها إلى المناطق المحيطة من خلال صمام العادم.
تاريخيًا، تم وصف خوذات الغوص في أعماق البحار من خلال عدد البراغي المستخدمة لتثبيتها على الحشية المطاطية لبدلة الغوص، وحيثما أمكن، عدد البراغي المستخدمة لتثبيت غطاء المحرك (الخوذة) على المشدية (لوحة الصدر). تراوحت هذه بين خوذات بدون مسامير، واثنين، وثلاثة، وأربعة؛ مشدات بستة أو ثمانية أو 12 مسمارًا؛ وخوذتان وثلاثة وأربعة واثني عشر وستة مسامير. على سبيل المثال، استخدمت الخوذات الأمريكية الأربعة عشر 12 مسمارًا لتثبيت درع الصدرة بالبدلة، وأربعة مسامير لربط الخوذة بدرع الصدرة. . استخدمت الخوذة الخالية من البراغي مشبكًا زنبركيًا لتثبيت الخوذة على المشدية فوق حشية البدلة، وتم إغلاق العديد من الخوذات على درع الصدر بواسطة خيط لولبي متقطع بمقدار 1/8 دورة. كانت الخوذات السويدية مميزة لاستخدامها حلقة للرقبة بدلاً من المشدية، وهي مقدمة لمعدات الغوص الأكثر حداثة، ولكنها مرهقة وغير مريحة للغواص. هناك تمييز آخر وهو عدد إطارات العرض، أو "الأضواء"، والتي تكون عادة واحدة أو ثلاثة أو أربعة. يمكن فتح الضوء الأمامي للهواء والاتصالات عندما يكون الغواص خارج الماء. يُشار إلى هذه المعدات عادةً باسم فستان الغوص القياسي و"المعدات الثقيلة".
في بعض الأحيان، يفقد الغواصون وعيهم أثناء العمل على ارتفاع 120 قدمًا باستخدام الخوذات القياسية. عالم الفسيولوجي الإنجليزي جون سكوت هولدين من خلال التجربة أن هذا يرجع جزئيًا إلى تراكم ثاني أكسيد الكربون في الخوذة الناتج عن عدم كفاية التهوية ومساحة ميتة كبيرة، وحدد معدل تدفق أدنى يبلغ 1.5 قدم مكعب (42 لترًا) في الدقيقة عند الضغط المحيط.
تم تصنيع عدد صغير من خوذات هيليوكس النحاسية بواسطة البحرية الأمريكية للحرب العالمية الثانية. تم تعديل هذه الخوذات Mk Vs من خلال إضافة حجرة ضخمة لغسل ثاني أكسيد الكربون من النحاس الأصفر في الخلف، ويمكن تمييزها بسهولة عن النموذج القياسي. يزن Mk V Helium حوالي 93 رطلاً (42 كجم) كاملاً (غطاء محرك السيارة وعلبة جهاز الغسيل والمشد) هذه الخوذات والنماذج المماثلة التي صنعتها شركة Kirby Morgan وشركة Yokohama Diving Apparatus Company وDESCO استخدمت جهاز الغسيل كموسع للغاز، وهو شكل من أشكال نظام إعادة دفق الأكسجين شبه المغلق، حيث يتم إعادة تدوير غاز التنفس من خلال جهاز الغسيل عن طريق احتجاز غاز الخوذة في التدفق من حاقن يزود الغاز الطازج، وهو نظام ابتكره دراجر في عام 1912.

### خوذات المياه الضحلة

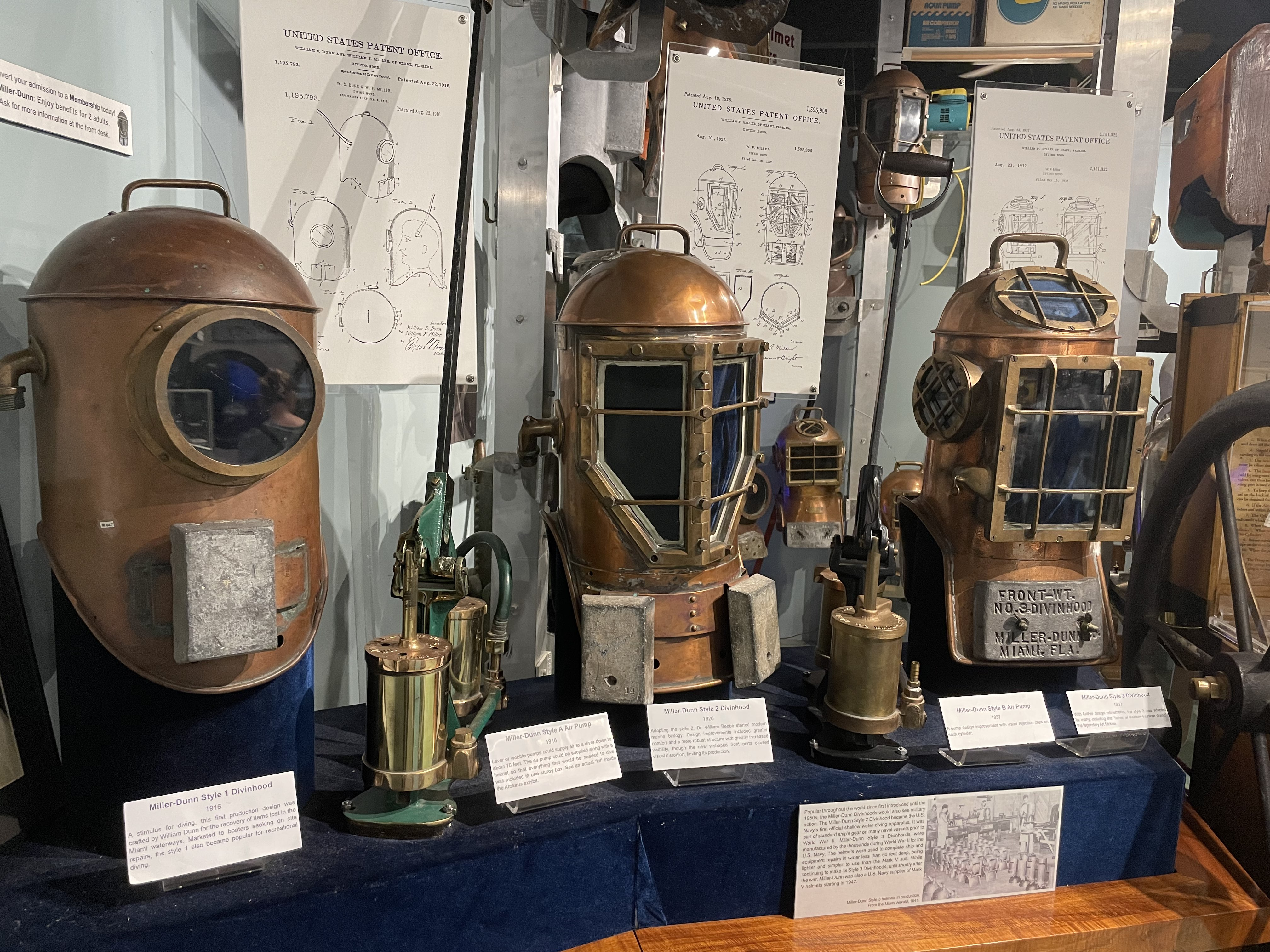
ثلاثة نماذج من خوذات الغوص في المياه الضحلة

تعتبر خوذة المياه الضحلة مفهومًا بسيطًا للغاية: خوذة ذات منافذ رؤية يتم تركيبها عن طريق خفضها فوق رأس الغواص لتستقر على الكتفين. ويجب أن تكون قابلة للطفو بشكل سلبي قليلًا عند ملئها بالهواء حتى لا تطفو بعيدًا عن الغواص قيد الاستخدام. يتم إمداد الهواء من خلال خرطوم منخفض الضغط ويخرج إلى أسفل الخوذة، وهو غير محكم الغلق بالبدلة، ويمكن للغواص رفعه في حالة الطوارئ. سوف تغمر الخوذة إذا انحنى الغواص أو سقط. تحتوي خوذة المياه الضحلة عمومًا على مقبض في الأعلى لمساعدة العطاء على رفعها داخل وخارج الغواص عند الخروج من الماء. الهيكل متغير، ويتراوح من المسبوكات المعدنية الثقيلة نسبيًا إلى الأصداف المعدنية الخفيفة مع صابورة إضافية.
تم استخدام هذا المفهوم للغوص الترفيهي كنظام تنفس يستخدمه السياح غير المدربين في الرعاية المباشرة لقائد الغوص في بيئة غوص حميدة، ويتم تسويقه باسم نظام الغوص Sea Trek.

### خوذات الطلب خفيفة الوزن

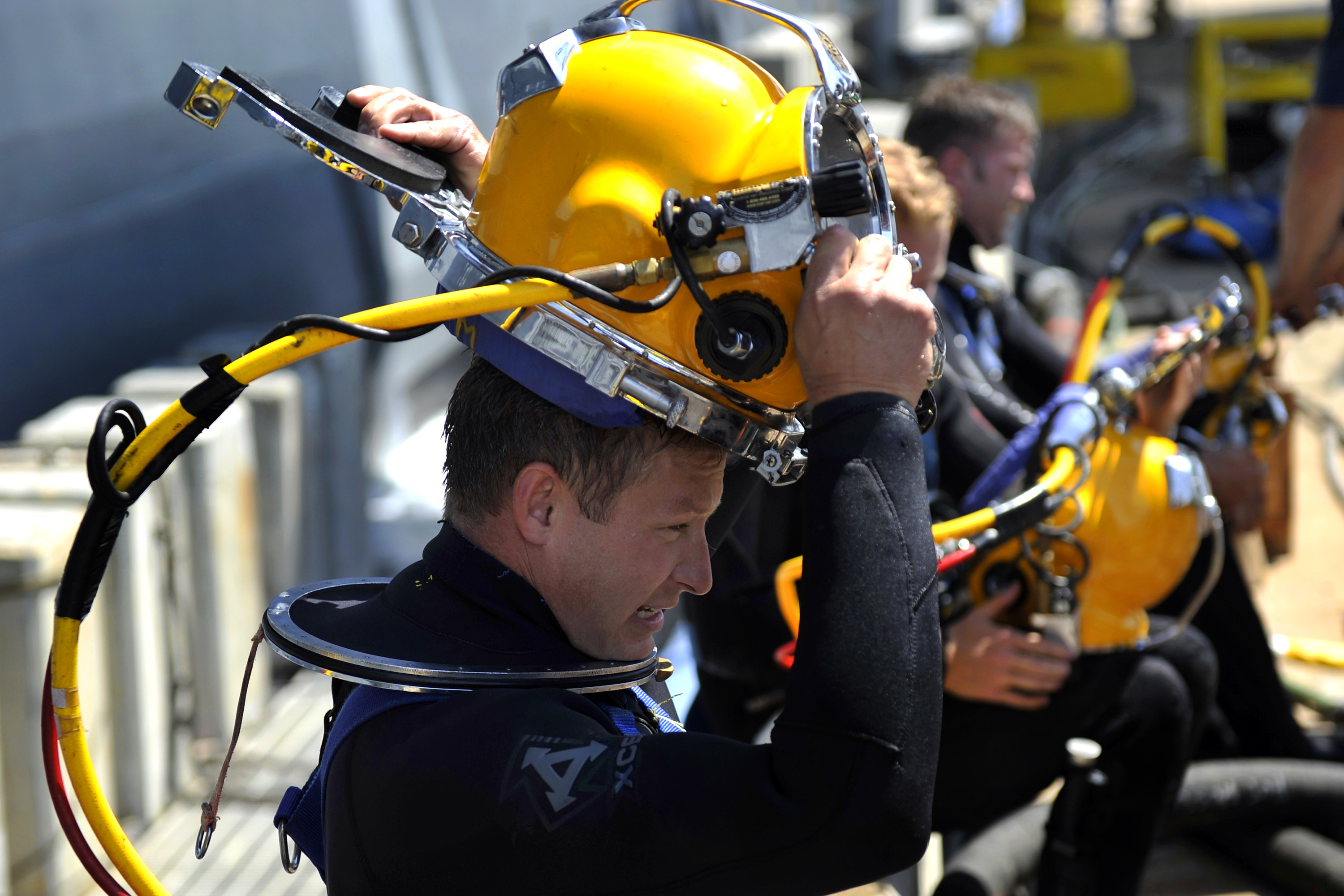
خوذة خفيفة الوزن ذات دائرة مفتوحة

خوذة الغوص خفيفة الوزن هي نوع يتم تركيبه بشكل أقرب إلى رأس الغواص، مما يقلل من الحجم الداخلي، وبالتالي يقلل الحجم المزاح للخوذة، لذلك يلزم كتلة أقل لجعل طفو الخوذة محايدًا. والنتيجة هي انخفاض الكتلة الإجمالية للمعدات التي يحملها الغواص، والذي يجب ألا يكون طافيًا في الماء. يسمح هذا الانخفاض في الحجم والكتلة للغواص بدعم الخوذة بشكل أكثر أمانًا على الرأس والرقبة عند الخروج من الماء، لذلك عندما تكون مغمورة وتطفو بشكل محايد، يكون من المريح التحرك بالرأس، مما يسمح للغواص باستخدامها. حركة الرقبة لتغيير اتجاه الرؤية، مما يؤدي بدوره إلى زيادة مجال الرؤية الإجمالي للغواص أثناء العمل. نظرًا لأنه يمكن دعم الخوذة خفيفة الوزن من الرأس والرقبة، فيمكن إغلاقها على الرقبة، باستخدام سد الرقبة، بشكل مستقل عن بدلة الغوص، مما يجعل العمليات مريحة بنفس القدر مع البدلات الجافة وبدلات الغوص، بما في ذلك بدلات الماء الساخن. يمكن ربط بعض النماذج مباشرة ببدلة جافة للحصول على أقصى قدر من العزلة عن البيئة.
تم تجهيز سد الرقبة المصنوع من مادة النيوبرين الرغوية أو اللاتكس للعديد من خوذات Kirby-Morgan الشهيرة بحلقة عنق معدنية بيضاوية يتم ربطها بالجزء السفلي من الخوذة الأمامية. يتأرجح طوق القفل القابل للطي الموجود في الجزء الخلفي من الخوذة للأمام ولأعلى لدفع الجزء الخلفي من حلقة الرقبة لأعلى داخل قاعدة الخوذة، ويمنع أيضًا الخوذة من رفع الرأس عن طريق إغلاق فتحة حلقة الرقبة في الخلف جزئيًا . يتم تأمين طوق القفل في وضع القفل بواسطة مزالج سحب محملة بنابض. تُغلق الخوذة فوق حلقة الرقبة بحلقة على شكل حرف O ذات ختم أسطواني. يمكن استخدام ترتيبات أخرى ذات تأثير مماثل في نماذج أخرى، مثل KMSL 17B، حيث يتم عمل الختم على الجزء الخارجي من الخوذة إلى حلقة على شكل حرف O مثبتة في أخدود في حافة الألياف الزجاجية. يتم تثبيت مشبك يعمل برافعة مع نير على سد الرقبة ويغلق على حافة الخوذة، أو يتم تثبيت ختم مطاطي مصبوب مرتبط ببدلة جافة على الخوذة باستخدام نظام مشبك مماثل.

#### خوذات الدائرة المفتوحة

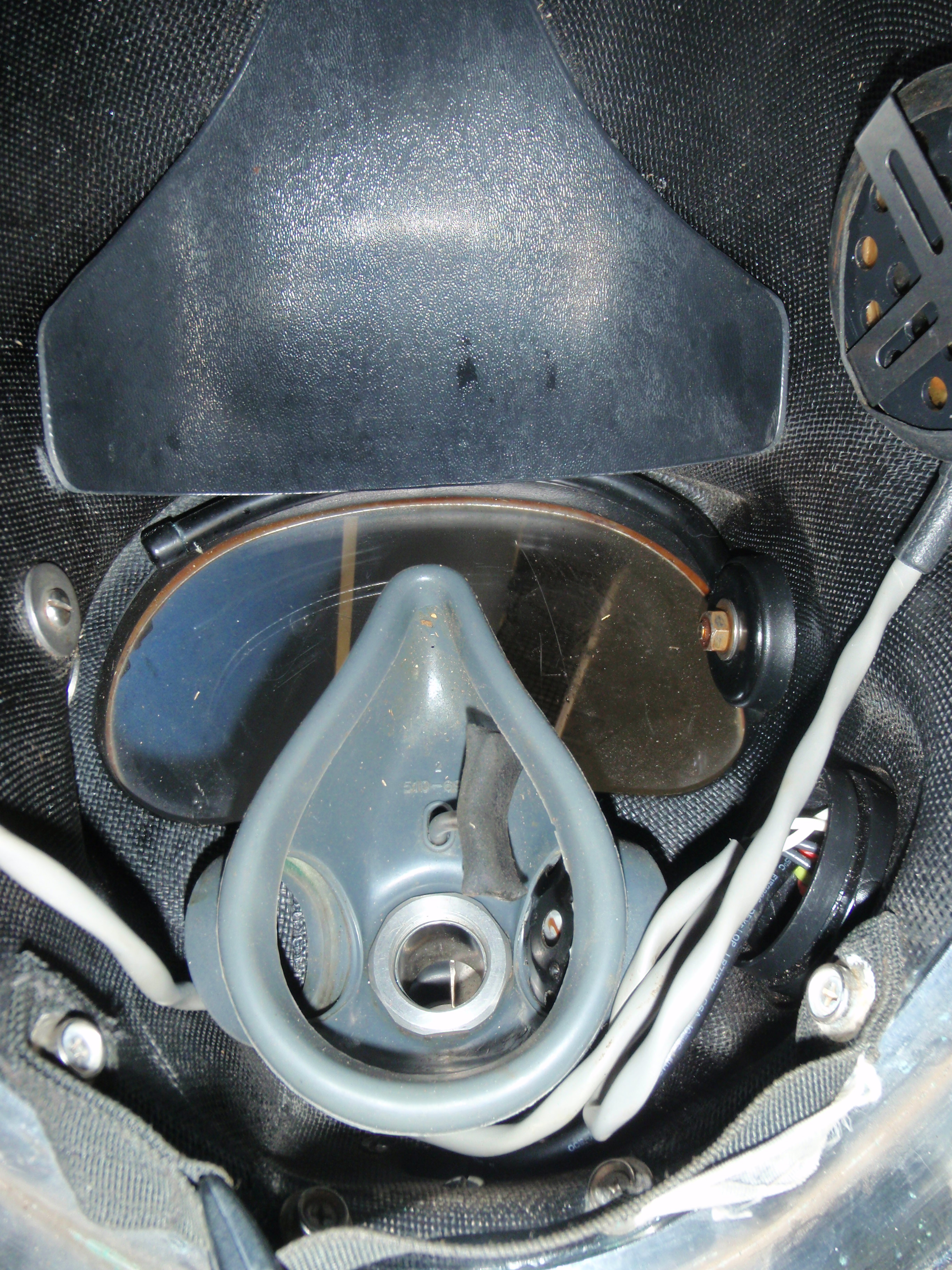
منظر داخلي لطائرة Kirby Morgan 37 يُظهر قناع الفم والأنف والميكروفون ومكبر الصوت لنظام الاتصالات

تشمل الخوذات التجارية الحديثة البارزة Kirby Morgan Superlite-17 من عام 1975 والتطورات من هذا النموذج. هذه الخوذات من النوع المطلوب، وعادة ما تكون مبنية على غلاف من الألياف الزجاجية مع تركيبات نحاسية مطلية بالكروم، وتعتبر المعيار القياسي في الغوص التجاري الحديث لمعظم العمليات.
يهيمن Kirby Morgan على سوق الخوذات الجديدة، ولكن كان هناك مصنعون بارزون آخرون بما في ذلك Savoie وMiller وGorski وSwindell. العديد من هذه لا تزال قيد الاستخدام. تمثل الخوذة الجديدة استثمارًا لعدة آلاف من الدولارات، ويقوم معظم الغواصين بشراء الخوذة الخاصة بهم أو استئجارها من صاحب العمل.
اشترت شركة Oceaneering خوذة Ratcliffe، المعروفة غالبًا باسمها المستعار "Rat Hat". يمكن أن يعمل إما في وضع التدفق الحر أو وضع الطلب.

#### استعادة الخوذات
تستخدم خوذات الاسترجاع نظام إمداد سطحي لتوفير غاز التنفس للغواص بنفس الطريقة كما في خوذات الدائرة المفتوحة، ولكن لديها أيضًا نظام إرجاع لاستعادة غاز الزفير وإعادة تدويره لحفظ مادة الهيليوم المخففة الباهظة الثمن، والتي سيتم تفريغها إلى المياه المحيطة وفقدت في نظام الدائرة المفتوحة. يتم تفريغ الغاز المستعاد من الخوذة من خلال منظم الضغط الخلفي وإعادته إلى السطح من خلال خرطوم في السري المخصص لهذا الغرض، ويمرر عبر جهاز غسل لإزالة ثاني أكسيد الكربون، ويمزج مع الأكسجين إلى المزيج المطلوب ويتم إعادة ضغطه. لإعادة استخدامها فورًا أو تخزينها لاستخدامها لاحقًا.
من أجل السماح بتفريغ غاز العادم من الخوذة بأمان، يجب أن يمر عبر منظم الضغط الخلفي للعادم، والذي يعمل على نفس مبدأ صمام العادم المدمج في نظام التنفس، والذي يتم تنشيطه من خلال فرق الضغط بين الأجزاء الداخلية الخوذة والضغط المحيط. قد يكون صمام عادم الاسترجاع عبارة عن صمام ذو مرحلتين لمقاومة أقل، وسيحتوي بشكل عام على صمام تحويل يدوي يسمح بمرور العادم إلى الماء المحيط. ستحتوي الخوذة على صمام فيضان للطوارئ لمنع فشل منظم العادم المحتمل من التسبب في ضغط الخوذة قبل أن يتمكن الغواص من تجاوزها يدويًا.

### خوذات التدفق الحر

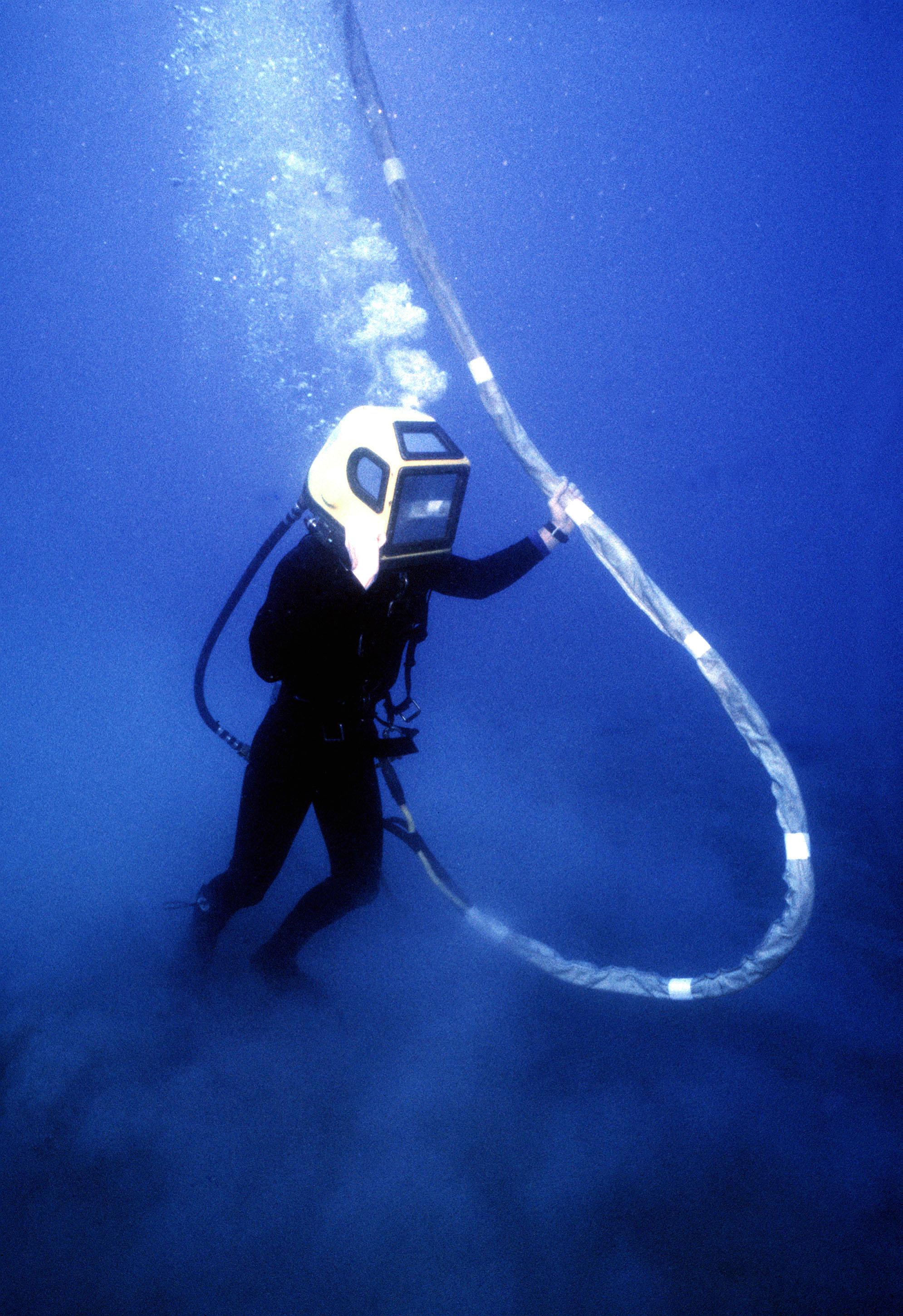
خوذة غوص ذات تدفق حر من البحرية الأمريكية مارك 12

"قبعة الهواء" من DESCO عبارة عن خوذة معدنية ذات تدفق حر، تم تصميمها في عام 1968 وما زالت قيد الإنتاج. على الرغم من أنه تم تحديثه عدة مرات، إلا أن التصميم الأساسي ظل ثابتًا ويمكن تعديل جميع الترقيات إلى الخوذات القديمة. إن تصميمه القوي والبسيط (يمكن تفكيكه بالكامل في الميدان باستخدام مفك براغي ومفتاح ربط فقط) يجعله شائعًا لعمليات المياه الضحلة والغوص في المواد الخطرة. يتم تثبيت الخوذة على بدلة الغوص بواسطة حلقة عنق، ويتم تثبيتها في مكانها على الغواص ضد الطفو عن طريق "حزام رياضي" يمتد بين الساقين. يمكن ضبط الطفو بشكل دقيق عن طريق ضبط صمامات السحب والعادم للتحكم في الضغط الداخلي، والذي سيتحكم في حجم الغاز في البدلة الجافة المرفقة. المفهوم والتشغيل مشابهان جدًا لخوذة الغوص القياسية.[27] يمكن أن يكون مستوى الضوضاء مرتفعًا ويمكن أن يتداخل مع الاتصالات ويؤثر على سمع الغواص.
استبدلت البحرية الأمريكية خوذة Mark V في عام 1980 بخوذة المياه العميقة Morse Engineering Mark 12 التي تحتوي على غلاف من الألياف الزجاجية مع لوحة أمامية كبيرة مستطيلة مميزة لتوفير مجال رؤية أفضل للعمل. كما أن لديها منافذ عرض جانبية وعلوية للرؤية المحيطية. يمكن أيضًا استخدام هذه الخوذة للغاز المختلط إما للدائرة المفتوحة أو كجزء من نظام دائرة شبه مغلقة، والذي يستخدم وحدة غسيل مُعاد تدويرها مثبتة في الخلف ومتصلة بالجزء الخلفي السفلي من الخوذة بواسطة خراطيم التنفس المرنة. تستخدم الخوذة سدًا للرقبة أو يمكن توصيلها مباشرة ببدلة جافة، وتستخدم حزامًا لإبقاء الخوذة في موضعها، ولكنها مزودة بصابورة لتوفير طفو محايد ومركز ثقل في مركز الطفو لتحقيق الاستقرار. يتم توجيه تدفق الهواء فوق اللوحة الأمامية لمنع تكون الضباب. تم استخدام كل من Mk V وMk 12 في عام 1981. يمكن أن يكون لمستوى الضوضاء في Mk 12 في وضع الدائرة المفتوحة تأثيرات سلبية على سمع الغواص. تم قياس مستويات شدة الصوت عند 97.3 ديسيبل (أ) على عمق 30.5 ميلي واط. تم التخلص التدريجي من طراز Mk 12 في عام 1993.
وتشمل الشركات المصنعة الأخرى Dräger وRatcliffe/Oceaneering.

كما تم استخدام خوذات شفافة وخفيفة الوزن من نوع القبة. على سبيل المثال، يتم استخدام نظام Sea Trek المزوّد بالسطح، والذي تم تطويره في عام 1998 بواسطة Sub Sea Systems، للغوص الترفيهي. كما تم استخدام اللاما، التي طورها إيف لو ماسون في السبعينيات، في التلفزيون للسماح للمشاهدين برؤية الوجه وسماع صوت المذيع وهو يتحدث تحت الماء.

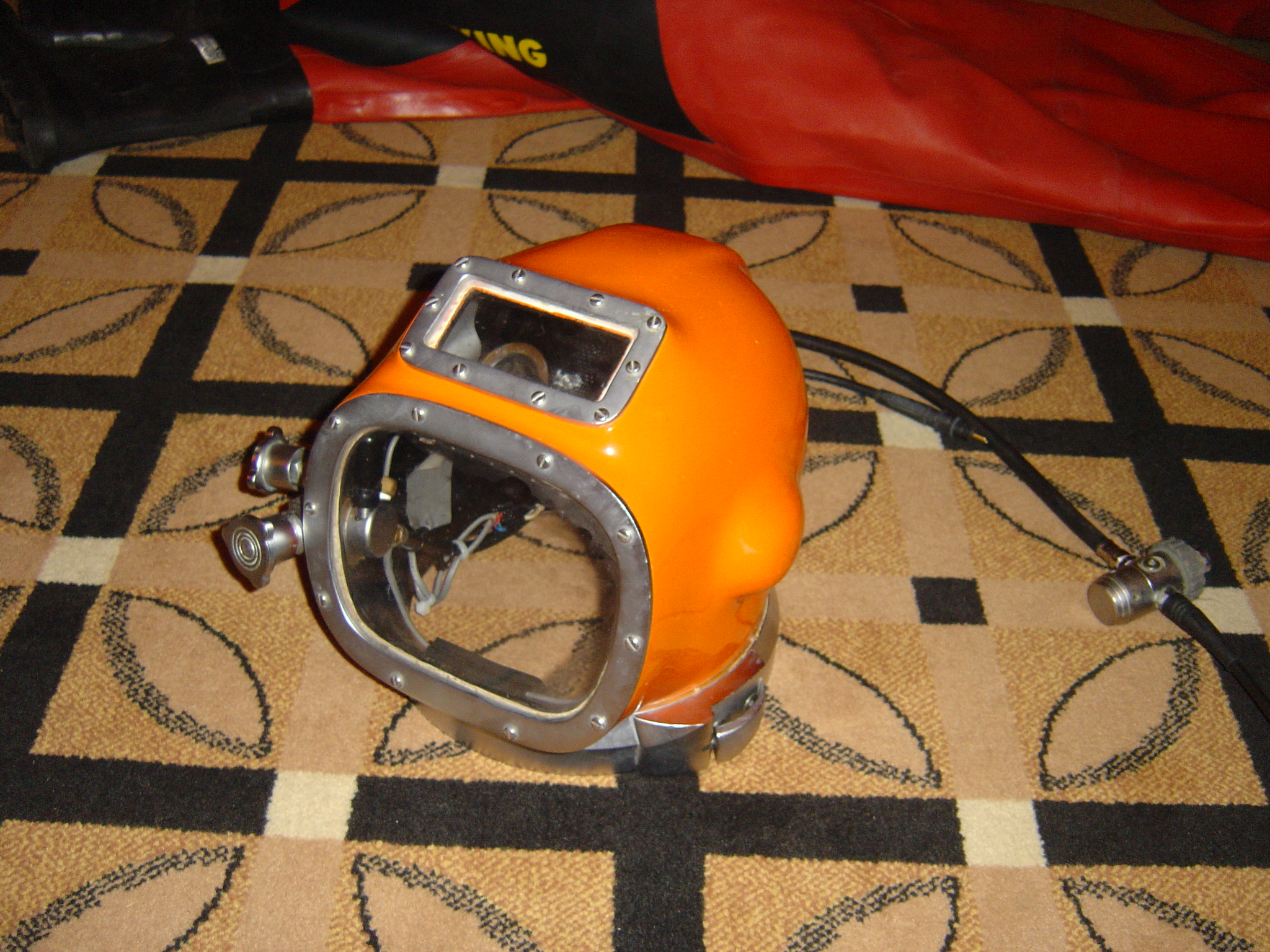
منظر أمامي لخوذة الغوص ذات التدفق الحر AH3
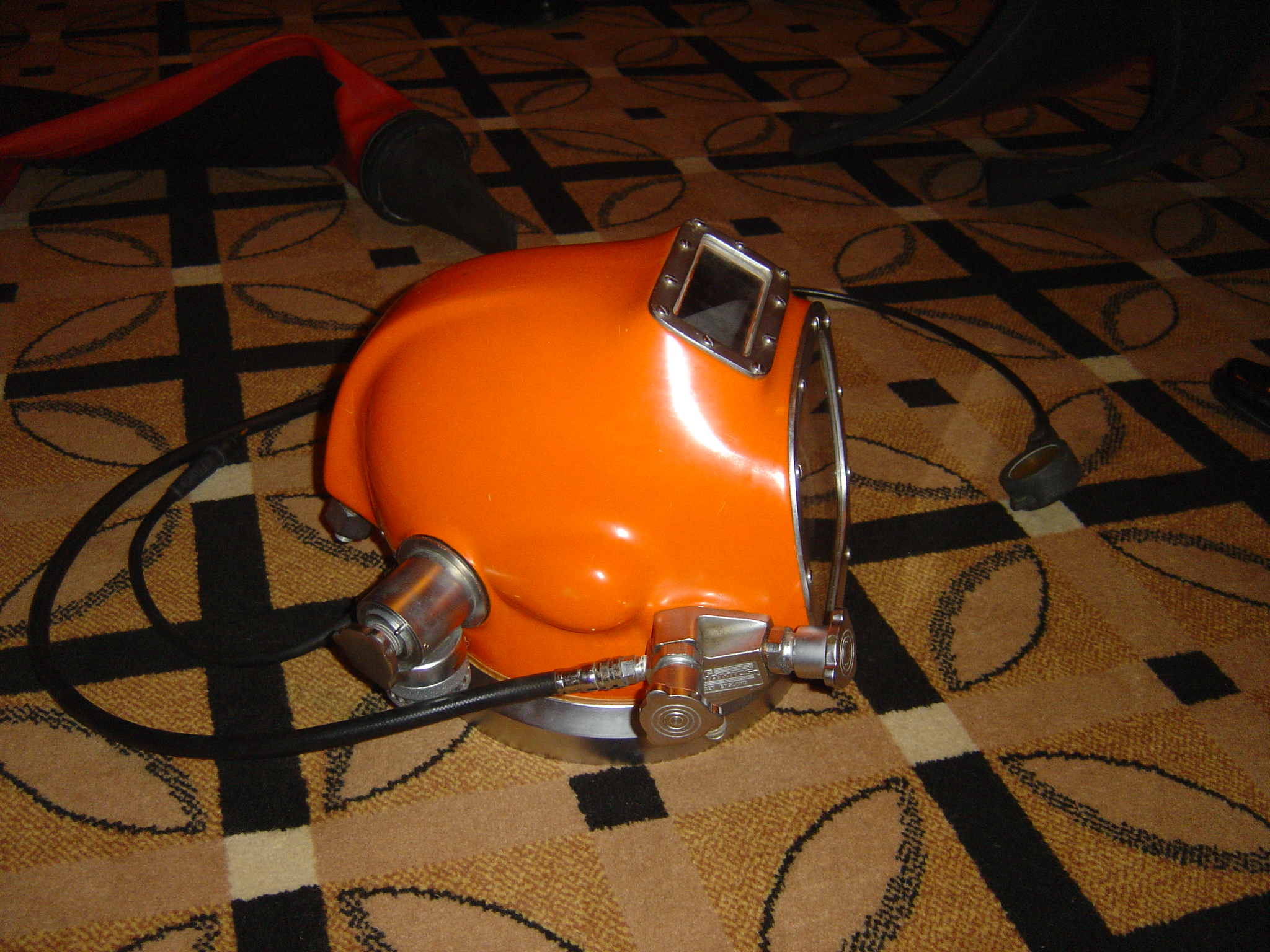
منظر جانبي لخوذة الغوص ذات التدفق الحر AH3
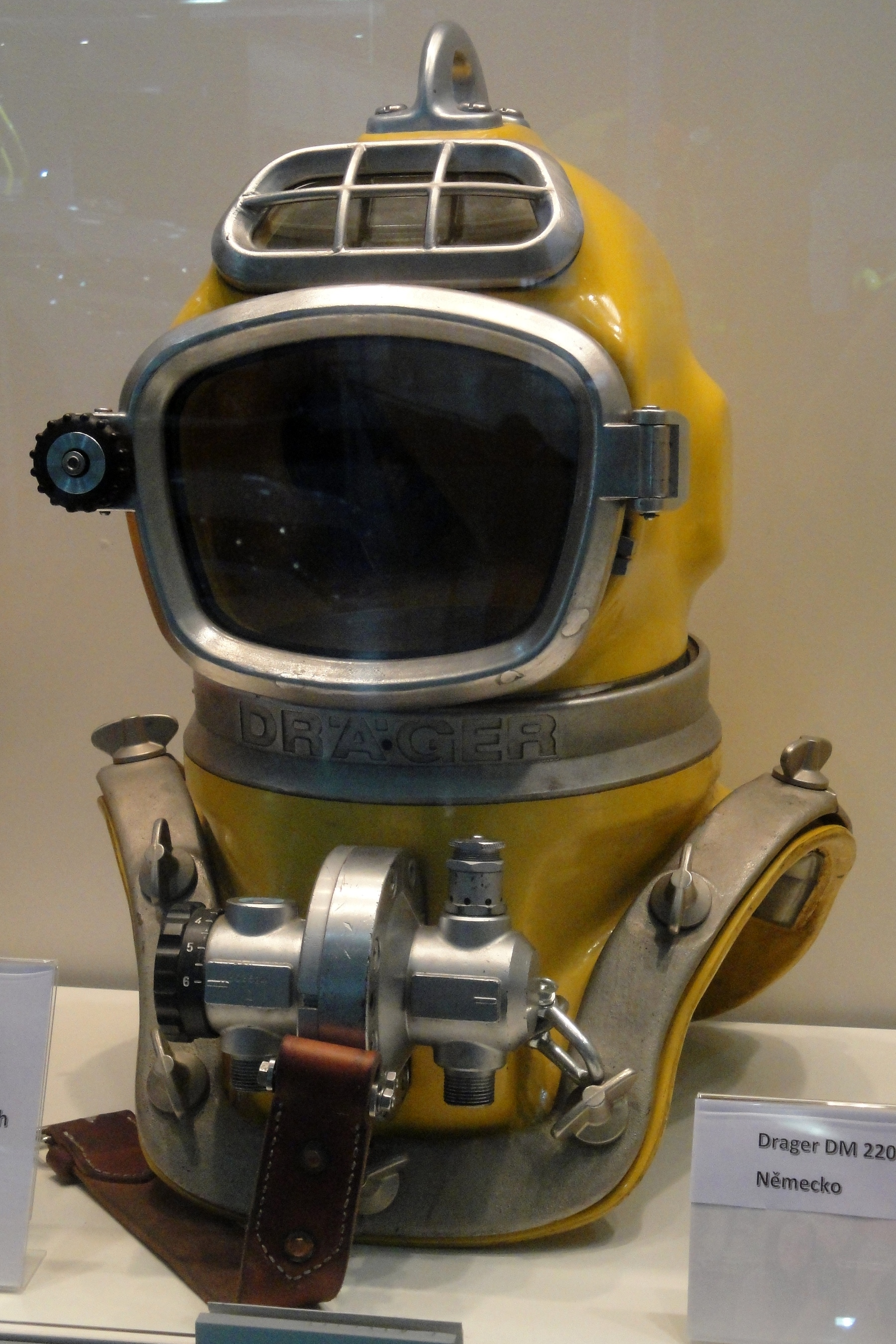
دراجر دي إم 220

## الأمان
يعد استخدام خوذة محكمة الغلق للغوص أكثر أمانًا بشكل عام من ارتداء قناع كامل الوجه أو نصف قناع، حيث أن مجرى الهواء محمي بشكل جيد نسبيًا، ويمكن للغواص أن ينجو من فقدان الوعي حتى يتم إنقاذه في معظم الظروف، بشرط عدم انقطاع إمداد غاز التنفس . هناك مخاطر مرتبطة باستخدام الخوذة، لكن المخاطر منخفضة نسبيًا. تعتبر الخوذة أيضًا حماية كبيرة ضد البيئة. يحمي من الصدمات على الرأس والرقبة، والضوضاء الخارجية، وفقدان الحرارة من الرأس. إذا تم إغلاقه ببدلة جافة، ومزود بنظام عادم مناسب، فإنه فعال أيضًا ضد المياه المحيطة الملوثة. خوذات المياه الضحلة المفتوحة من الأسفل لا تحمي مجرى الهواء إذا لم يظل الغواص في وضع مستقيم.
أحد المخاطر الأكثر وضوحًا هو احتمال حدوث الفيضانات، ولكن طالما توفرت إمدادات كافية من غاز التنفس، يمكن تطهير الخوذة من الماء الذي يدخل إليها. يمكن تطهير الخوذة المغلقة بسد الرقبة دون التأثير على بدلة الغوص، وسوف يتم تصريف المياه من منافذ العادم إذا لم يكن هناك ضرر هيكلي كبير للهيكل أو منافذ العرض أو سد الرقبة. الغلاف ومنافذ العرض صلبة ولا يمكن اختراقها بسهولة. يعتبر سد الرقبة أكثر عرضة للخطر، ولكن حتى التمزق الكبير يمكن التحكم فيه عن طريق إبقاء الرأس في وضع مستقيم لمنع فيضان الغاز بالداخل. كانت هناك حالات لخوذة تنفصل عن النير، بسبب قفل الكامة أو فشل دبوس القفل، لكن مشابك الأمان الموجودة على أذرع الكامة وإعادة تصميم دبوس القفل تجعل المخاطر منخفضة للغاية في التصميمات الأحدث.
يحدث ضغط الخوذة عندما يكون الضغط الداخلي للخوذة أقل من الضغط المحيط. في الأيام الأولى للغوص السطحي، يمكن أن يحدث هذا إذا نزل الغواص بسرعة كبيرة، ولم تتمكن مضخة إمداد الهواء التي تعمل بالطاقة يدويًا من مواكبة الضغط بسبب زيادة الضغط الهيدروستاتيكي. لم تعد هذه مشكلة حيث تم تحديث أنظمة إمداد الغاز. السبب الآخر لانخفاض الضغط الكارثي في الخوذة كان عندما تمزق خرطوم إمداد الهواء بشكل أقل عمقًا من الغواص، وكان الهواء يتدفق من الخرطوم التالف، مما يقلل الضغط الداخلي للخوذة إلى الضغط عند عمق التمزق، وهو ما يمكن أن يكون عدة أجواء. نظرًا لأن خوذة الغوص القياسية مثبتة في بدلة جافة مقاومة للماء، فسيتم فقدان كل الهواء من داخل البدلة بسرعة، وبعد ذلك سيضغط الضغط الخارجي على أكبر قدر ممكن من الغواص في الخوذة. يمكن أن تكون الإصابات الساحقة الناجمة عن ضغط الخوذة خطيرة ومميتة في بعض الأحيان. تم تسجيل حادث من هذا النوع من أعمال الإنقاذ التي قام بها باسلي على متن سفينة HMS Royal George (1756) في عام 1839. ويتم منع ضغط الخوذة بسبب فشل خرطوم الهواء عن طريق تركيب صمام عدم رجوع في الخط عند الاتصال بالخوذة. يعد اختبار هذا الصمام بمثابة فحص يومي أساسي قبل الاستخدام. هناك آلية مماثلة ممكنة في أنظمة استخلاص الهيليوم المستخدمة في الغوص بالهليوكس، حيث يمكن أن يؤدي فشل منظم الاسترداد إلى فقدان الغاز من خلال خرطوم العودة. يتم تخفيف هذا الخطر من خلال قدرة سد الرقبة أو صمام الفيضان في حالات الطوارئ للسماح للخوذة بالفيضان مؤقتًا، مما يخفف فرق الضغط، حتى يتمكن الغواص من التحول إلى الدائرة المفتوحة وتطهير الخوذة من الماء.